# Hebius optatum
Hebius optatum är en ormart som beskrevs av Hu och Zhao 1966. Hebius optatum ingår i släktet Hebius och familjen snokar. Inga underarter finns listade i Catalogue of Life.
Arten förekommer med flera från varandra skilda populationer i Kina och norra Vietnam. Den lever i kulliga områden och i bergstrakter mellan 400 och 1400 meter över havet. Hebius optatum vistas vid mindre vattendrag i områden med ängar och jordbruksmark. Den jagar främst fiskar. Honor hade 2 eller 3 ägg i sin äggledare.
För beståndet är inga hot kända. IUCN listar arten som livskraftig (LC).